# Distrikt Huimbayoc
Der Distrikt Huimbayoc liegt in der Provinz San Martín in der Region San Martín in Nordzentral-Peru. Der Distrikt wurde am 30. Dezember 1953 gegründet. Er besitzt eine Fläche von 1714 km². Beim Zensus 2017 wurde eine Einwohnerzahl von 5303 ermittelt. Im Jahr 1993 lag diese bei 6089, im Jahr 2007 bei 4351. Sitz der Distriktverwaltung ist die 176 m hoch gelegene Ortschaft Huimbayoc mit 1389 Einwohnern (Stand 2017). Huimbayoc befindet sich 67 km östlich der Provinzhauptstadt Tarapoto.

## Geographische Lage
Der Distrikt Huimbayoc befindet sich am Westrand des Amazonasbeckens im Südosten der Provinz San Martín. Der äußerste Norden der Cordillera Azul, ein Gebirgszug der östlichen Voranden, erstreckt sich über den Süden und Südwesten des Areals. Dieser Teil des Distrikts liegt innerhalb des Nationalparks Cordillera Azul. Der Río Chipurana durchquert den Osten des Distrikts in nördlicher Richtung und entwässert einen Großteil des Areals zum Río Huallaga. Dieser fließt in nordöstlicher Richtung entlang der nördlichen Distriktgrenze.
Der Distrikt Huimbayoc grenzt im Westen an den Distrikt Chazuta, im Norden an den Distrikt Chipurana sowie im Osten und im Süden an die Distrikte Sarayacu und Pampa Hermosa (beide in der Provinz Ucayali).

## Ortschaften
Im Distrikt gibt es neben dem Hauptort folgende größere Ortschaften:
- Leche (443 Einwohner)
- Miraflores (470 Einwohner)
- Pucallpa (533 Einwohner)
- San José de Yanayacu (619 Einwohner)
- Santa Marta (282 Einwohner)
- Santa Rosillo (276 Einwohner)